# Petroleum
Petroleum is de volksnaam voor kerosine, de aardoliefractie met een kookpunt tussen circa 150 °C en 290 °C, net boven dat van benzine. Petroleum wordt gebruikt voor verlichting en verwarming.
Voor de komst van aardgas werd petroleum in veel huishoudens gebruikt. Men gebruikte petroleumlampen als verlichting en een petroleumstel om de maaltijd op te koken. Ook het water voor de thee of de afwas werd erop verhit. Verder waren er petroleumkachels in allerlei uitvoeringen voor (bij)verwarming. Petroleum was te koop bij de drogist of bij de petroleumman of olieboer, een zelfstandige die met een kar langs de deuren ging. Hij vulde de voorraadvaten en deed kleinere hoeveelheden in petroleumkannen.
Verder werd petroleum gebruikt in diverse mobiele toepassingen. Kampeerders gebruiken petroleum, als brandstof voor primusbranders en "multifuel" branders. Voor de introductie van lichtgewicht gas- en benzinebranders werd petroleum zeer algemeen gebruikt. Ook verfbranders op petroleum waren gebruikelijk, voordat gasbranders in zwang kwamen.
In de bredere zin is petroleum een synoniem voor ruwe olie of aardolie.

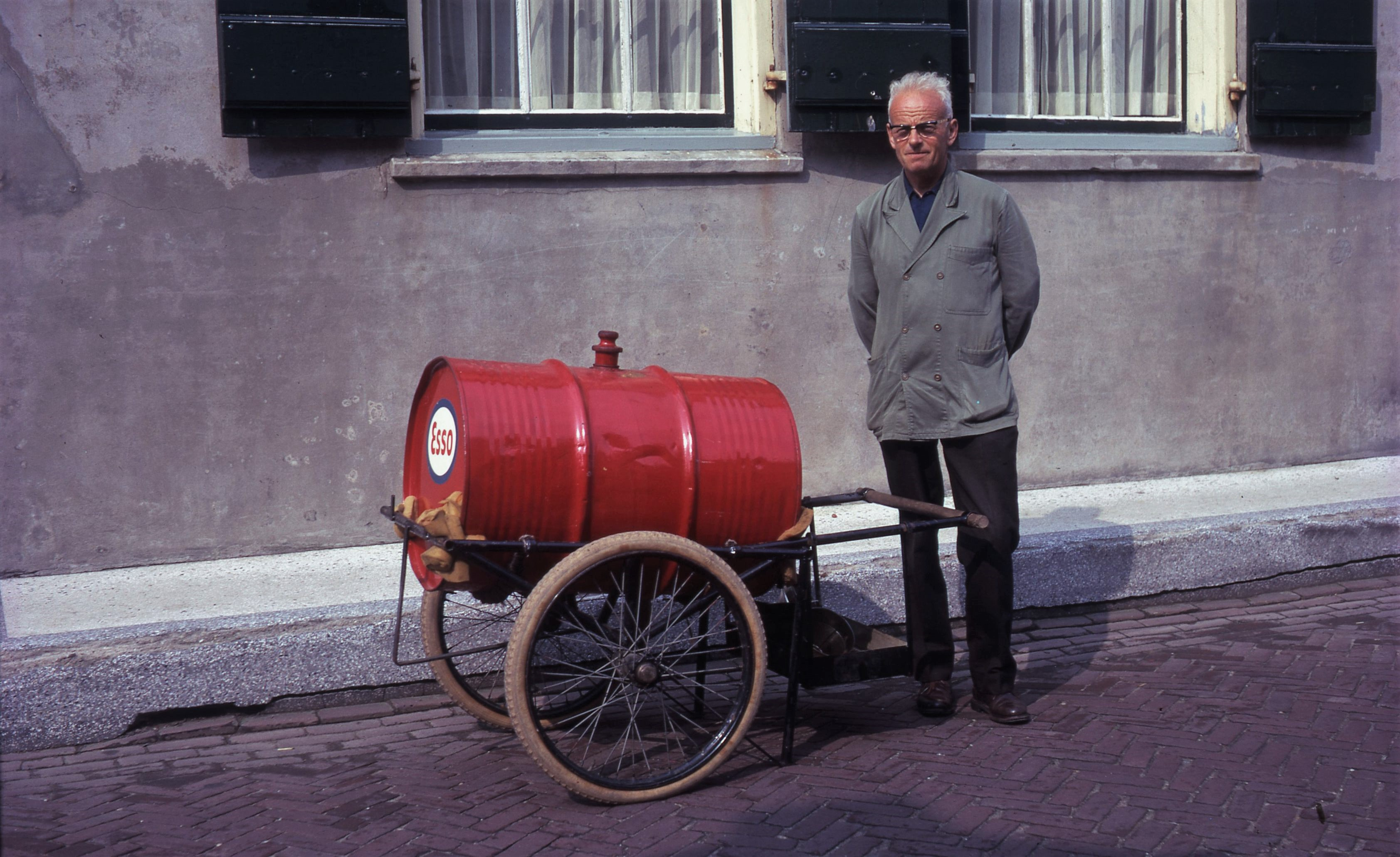
Petroleumverkoper (Spijkenisse, 1968)
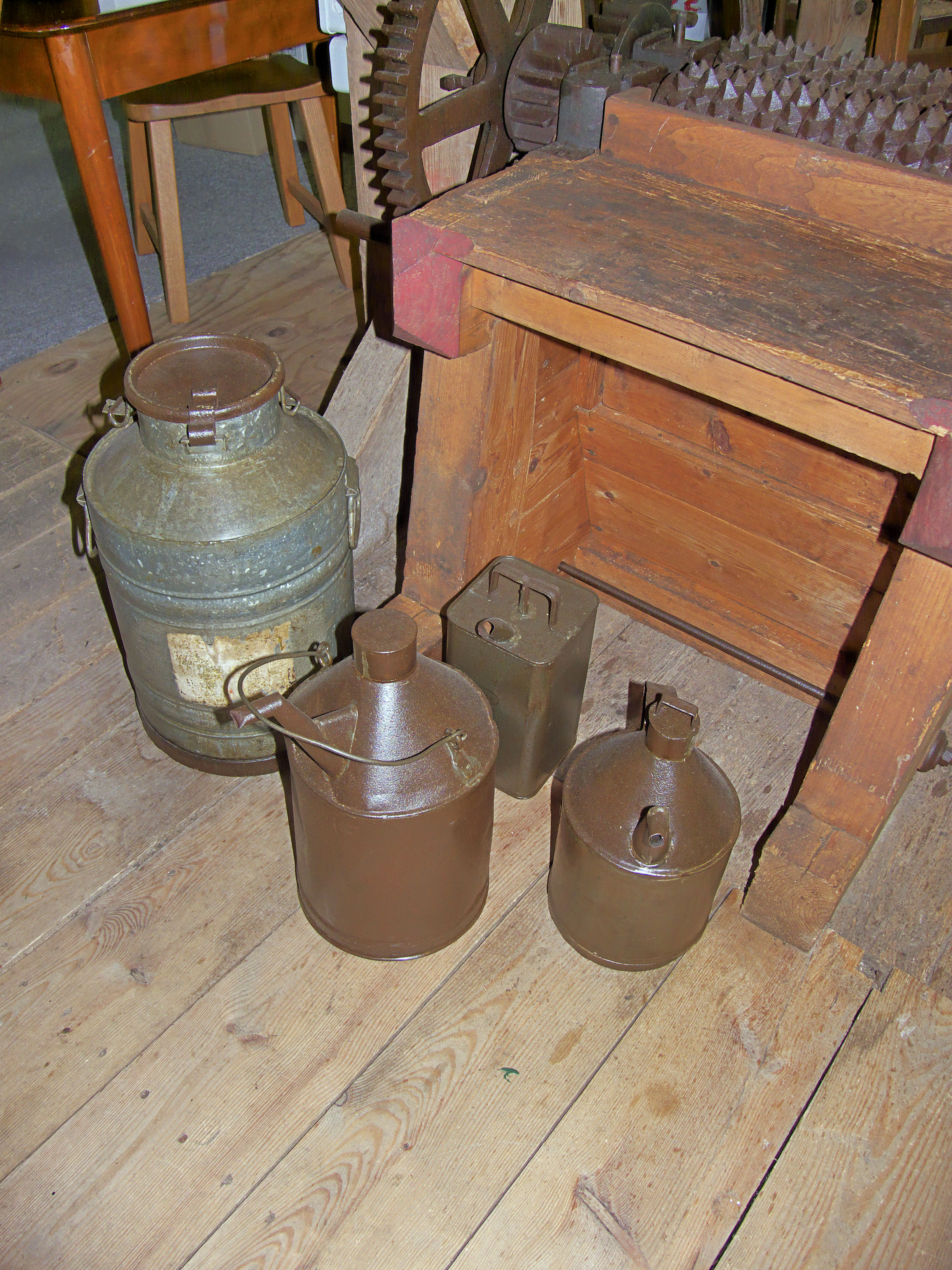
Petroleumkannen
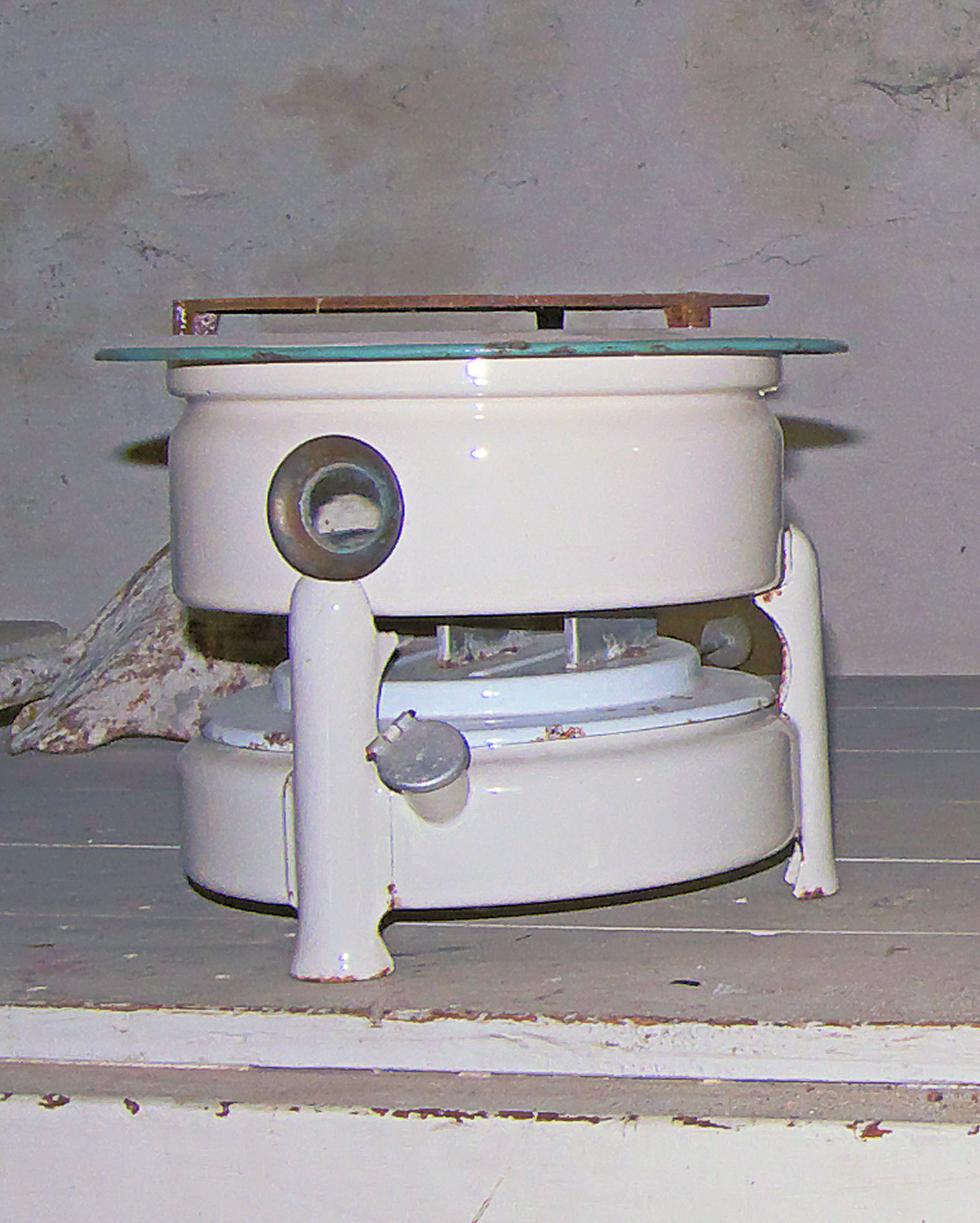
Petroleumstel
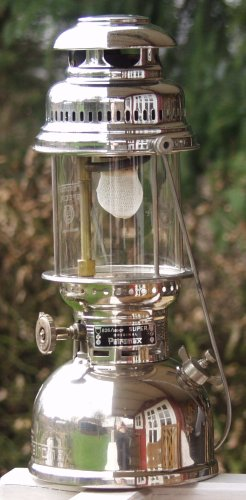
Petroleumlamp (Druklamp, Petromax®)